# 漆黃素
漆黃素（fisetin；3,3',4',7-四羟基黄酮），又稱非瑟素、非瑟酮，是一種源自植物的黄酮醇。漆黃素最早由雅各布·施密德於1886年從黃櫨（德語：Fisetholz）中提取，因此也叫黃櫨素。由於黃櫨屬於漆樹科，因此漆黃素也叫漆樹黄酮。其化學式最早由約瑟夫·赫齊格（Josef Herzig）在1891年確定。漆黃素是一種常見的植物色素，存在於草莓、蘋果、柿子、洋蔥和黃瓜等多種常見的蔬菜和水果。

## 生物來源
漆黃素存在於多種植物當中。多種真双子叶植物都含有漆黃素，像例如豆科植物當中的貓爪金合歡（學名Acacia greggii）和美洲金合歡（學名Acacia berlandieri）、紫矿、美国皂荚等就含有漆黃素；此外，像是漆樹科的白雀樹（Quebracho colorado）和鹽膚木屬的植物也都含有漆黃素，在以黃櫨心材製成的一種傳統黃色染料（young fustic）中，漆黃素和杨梅黄酮是其黃色色素的主要成分；此外，像草莓、蘋果和葡萄等多種蔬菜和水果也都含有漆黃素。漆黃素也可從果汁、葡萄酒以及諸如茶等泡制而成的飲品中萃取出來，洋蔥之類的單子葉植物也含有漆黃素；此外，阿拉斯加黃杉（Callitropsis nootkatensis）等松柏門的植物中也含有漆黃素。
| 植物來源 | 漆黃素含量 (μg /g) |
| -------- | ------------------ |
| 草莓     | 160                |
| 蘋果     | 26                 |
| 柿子     | 10.6               |
| 洋蔥     | 4.8                |
| 蓮花根   | 5.8                |
| 葡萄     | 3.9                |
| 奇異果   | 2.0                |
| 桃子     | 0.6                |
| 小黃瓜   | 0.1                |
| 番茄     | 0.1                |

### 生物合成
漆黃素是一種类黄酮，也因此是一種多酚，漆黃素的合成，由類苯丙酸路徑開始，在其中，苯丙氨酸這種胺基酸，會先被轉化成4-香豆醯輔酶A（4-coumaroyl-CoA），4-香豆醯輔酶A會進入类黄酮的生物合成路徑。這路徑中的第一種酵素苯基苯乙烯酮合成酶（Chalcone synthase）會將4-香豆醯輔酶A轉化成查耳酮，而所有的类黄酮都是以查耳酮為骨架製造的，而這些以查耳酮為骨架製造的化合物，又统称为查耳酮类化合物。包括異構酶和羥化酶等各種酵素，會因為產物的子類而對查耳酮有不同的作用，轉移酶會藉由催化甲基團或醣類的增添來調節黃酮類化合物的可溶性，而植物體可藉此控制生理活動的隨機變化。
和类黄酮合成相關的基因，會透過各種不同轉錄因子間的作用進行調控，相關的基因，會根據各種轉錄因子間交互作用的結果，而在特定時間，在植物體內的不同部位表現。現今已發現說，在草莓、玉米和阿拉伯芥等多種蔬菜和植物內部，多種骨髓母細胞瘤轉錄因子（myeloblastosis），對类黄酮的合成和累積的調控，扮演著重要的角色，對相關轉錄因子的研究，目前依舊以玉米和阿拉伯芥等為模式植物進行中。
植物所處的環境也會對类黄酮的合成路徑造成影響，波長範圍從藍光到紫外光等波長較短的光，使得水果生產並累積更多的类黄酮，這些波段的光線活化和多酚與类黄酮的生物合成相關的酵素，促使這些酵素生產更多的类黄酮，而活化的程度因水果不同而異。

## 醫學上的重要性
就如白藜芦醇等其他的多酚類化合物一般，漆黃素是一種去乙醯酶活化化合物（sirtuin-activating compound），且實驗室研究顯示，這種化合物能延長酵母、蠕蟲、蒼蠅和小鼠的壽命。就如其他的化合物一般，漆黃素對多種生物活動都有所反應，而這讓一些人認為，任何由漆黃素生成的藥物，可能都會有太多副作用以致無法變得實用。
在實驗室的動物模型實驗當中，漆黃素被發現具有抗癌活性，且會阻斷PI3K/AKT/mTOR訊號路徑，而這作用和其他作用會一併促進細胞凋亡，並減少組織對細胞凋亡的抗性。
在實驗室研究中，漆黃素被發現是一種抗增殖劑（anti-proliferative agent），其藉由數種方式干擾細胞週期；此外和其他的类黄酮一樣，漆黃素也被發現是一種拓樸異構酶抑制劑（topoisomerase inhibitor），而這可能有致癌或抑癌的作用，對此尚待更多研究闡明。
研究發現，漆黃素對野生型小鼠而言，是一種有效的返老藥，這種藥物能增加小鼠的壽命、減少組織中的老化標記，並減緩老化相關疾病；對於產生老化現象的人臍靜脈內皮細胞的培養組織的研究顯示，漆黃素會藉由抑制抗细胞凋亡蛋白Bcl-xL的活性以促進細胞凋亡。漆黃素做為返老藥的潛能，大約是槲皮素的兩倍，截至2018年十月為止，一項針對人體的藥物試驗正在美國進行，這項藥物試驗的目的是測試漆黃素在人體中做為返老藥的效果。
對實驗室培養細胞的研究顯示，漆黃素會抑制數種會促進發炎的細胞因子，受其抑制的因子包括了腫瘤壞死因子-α、白介素-6（Interleukin 6）和NF-κB等等；實驗室研究也顯示說，漆黃素會上調谷胱甘肽這種種生物體內生的抗氧化劑的活性；另外漆黃素本身也是一種還原劑，它會和活性氧类分子發生反應，將之中和，實驗室的研究顯示，漆黃素似乎會附著在細胞膜上，並藉此防止細胞膜上的脂類化合物受到氧化劑的破壞。就如其他的类黄酮一般，漆黃素有著平面的結構和多個碳環，漆黃素也因其作為電子予體的特性，而有能力清除自由基，而漆黃素的這種特性，是因為它在其中一個環上有兩個羥基基團，在另一個環上也有一個羥基基團所致。
試管試驗顯示，漆黃素是一種會抑制有絲分裂的化合物。